# Uniola paniculata
Espèce
Uniola paniculata, l'avoine de mer, est une espèce de plantes monocotylédones de la famille des Poaceae (graminées), sous-famille des Chloridoideae, originaire d'Amérique du Nord. 

## Description

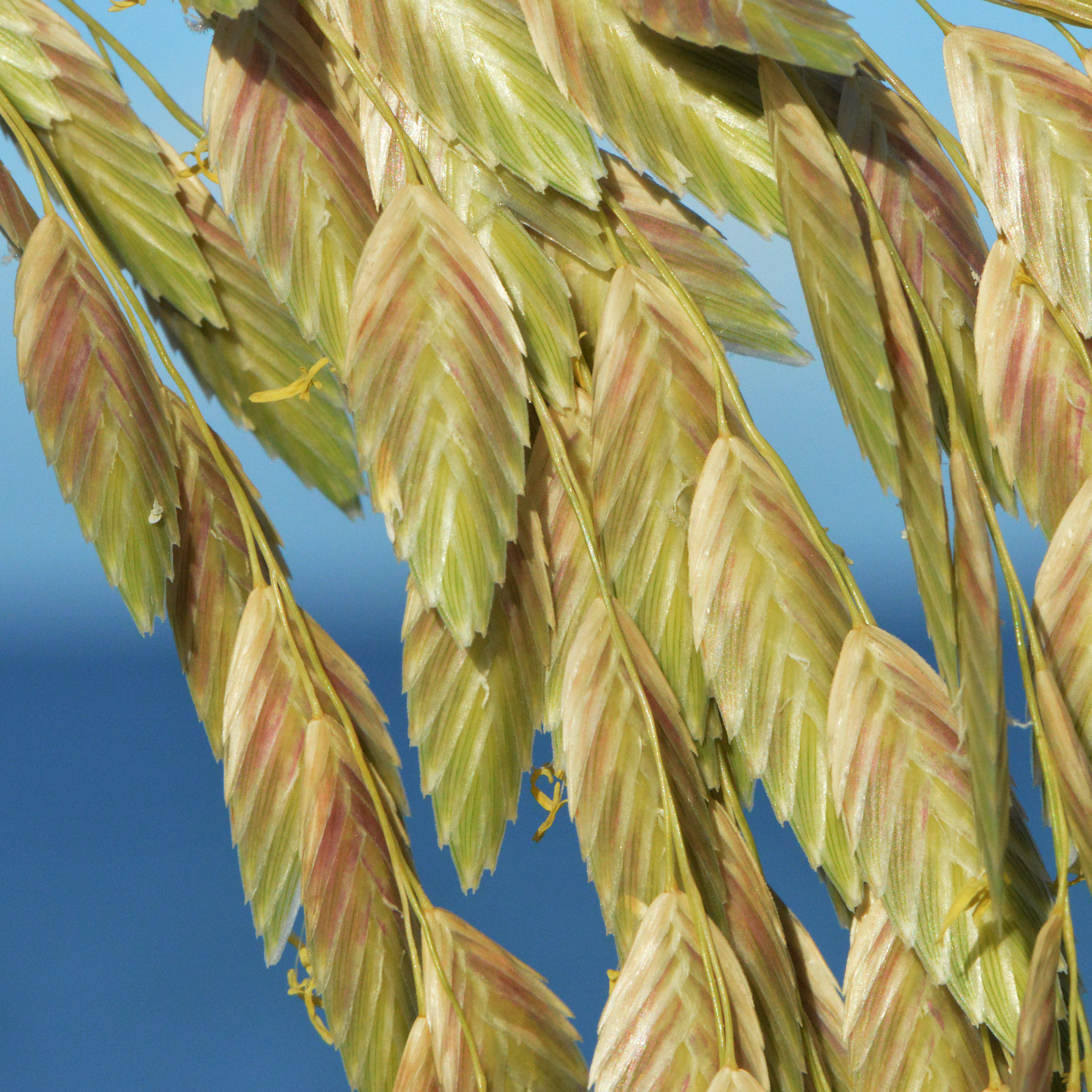
Épillets.

## Distribution
Elle pousse sur la côte est des États-Unis et la côte du golfe du Mexique, de la Virginie au Mexique, ainsi que dans les îles des Caraïbes.

## Synonymes
Selon The Plant List (21 mars 2018) :
- Briza caroliniana Lam.
- Nevroctola maritima (Michx.) Raf.
- Nevroctola paniculata (L.) Raf.
- Trisiola paniculata (L.) Raf.
- Uniola heterochroa Gand.
- Uniola macrostachys Gand.